# الهجيلة (القطن)
'

تعديل مصدري - تعديل

الهجيلة هي إحدى قرى عزلة القطن بمديرية القطن التابعة لمحافظة حضرموت، بلغ تعداد سكانها 56 نسمة حسب تعداد اليمن لعام 2004.